# Copa Colsanitas 2013
Il Copa Colsanitas 2013, noto anche come Copa Claro Colsanitas per motivi di sponsorrizzazione, è stato un torneo femminile di tennis giocato sulla terra rossa. È stata la 16ª edizione del Copa Colsanitas, che fa parte della categoria International nell'ambito del WTA Tour 2013. Si è giocato al Centro De Alto Rendimento di Bogotà in Colombia, dal 13 al 19 febbraio 2013.

## Partecipanti

### Teste di serie
| Nazionalità | Giocatrice             | Ranking* | Testa di serie |
| ----------- | ---------------------- | -------- | -------------- |
| Serbia      | Jelena Janković        | 25       | 1              |
| Francia     | Alizé Cornet           | 36       | 2              |
| Spagna      | Lourdes Domínguez Lino | 53       | 3              |
| Italia      | Francesca Schiavone    | 54       | 4              |
| Italia      | Flavia Pennetta        | 56       | 5              |
| Paesi Bassi | Arantxa Rus            | 74       | 6              |
| Francia     | Pauline Parmentier     | 79       | 7              |
| Ungheria    | Tímea Babos            | 80       | 8              |

- Ranking all'11 febbraio 2013.

### Altre partecipanti
Giocatrici che hanno ricevuto una Wild card:
- Catalina Castaño
- Mariana Duque Mariño
- Yuliana Lizarazo

Giocatrici passate dalle qualificazioni:

- Sharon Fichman
- Beatriz García Vidagany
- Tereza Mrdeža
- Teliana Pereira

## Campionesse

### Singolare
Jelena Janković ha battuto in finale  Paula Ormaechea col punteggio di 6-1, 6-2.
- È il primo titolo stagionale per Jelena Janković e il tredicesimo in carriera.

### Doppio
Tímea Babos / Mandy Minella hanno sconfitto in finale  Eva Birnerová /  Aleksandra Panova per 6-4, 6-3.